# Saint George (Barbados)
Saint George è una parrocchia di Barbados, situata nella parte centrale dell'isola.
Il territorio ha una superficie di 44 km² ed una popolazione di 19.767 abitanti (Censimento 2010) ed è, con la parrocchia di Saint Thomas, una delle due che non si affacciano sul mare.
Il principale centro abitato è Bulkeley (1.115 abitanti)